# Palca
Palca är en ort i Bolivia.   Den ligger i departementet La Paz, i den centrala delen av landet, 400 km nordväst om huvudstaden Sucre. Palca ligger 3 460 meter över havet och antalet invånare är 1 180.
Terrängen runt Palca är kuperad åt sydväst, men åt nordost är den bergig. Palca ligger nere i en dal. Runt Palca är det tätbefolkat, med 343 invånare per kvadratkilometer.. Palca är det största samhället i trakten. 
Trakten runt Palca består i huvudsak av gräsmarker.